# NGC 1708
NGC 1708 је расејано звездано јато у сазвежђу Жирафа које се налази на NGC листи објеката дубоког неба.
Деклинација објекта је + 52° 50' 0" а ректасцензија 5h 3m 27,0s. Привидна величина (магнитуда) објекта NGC 1708 износи 12,8.